# لاما اوپازیلا
لاما اوپازیلا (به لاتین: Lama Upazila) یک منطقهٔ مسکونی در بنگلادش است که در ناحیه بندربان واقع شده‌است. لاما اوپازیلا ۶۷۱٫۸۴ کیلومتر مربع مساحت و ۱۰۸٬۹۹۵ نفر جمعیت دارد.